# Two Men in Town
Two Men in Town es una película dramática estadounidense estrenada en el año 2014, protagonizada por Forest Whitaker, Harvey Keitel, Ellen Burstyn, Luis Guzmán y Brenda Blethyn bajo la dirección de Rachid Bouchareb. Se trata de un remake de la película Deux hommes dans la ville de José Giovanni.

## Sinopsis
Desde hace mucho tiempo, la agente de libertad condicional Emily Smith, recién llegada al Condado de Luna, Nuevo México, tiene asignado al nuevo preso en libertad condicional William Garnett, un delincuente profesional recién salido de la cárcel. El ex alguacil del condado, Bill Agati, no está contento con que el delincuente haya vuelto a las calles. Garnett se esfuerza por llevar una vida simple ahora. Tiene que lidiar con el acoso de Agati y evitar a su exsocio criminal, Terence Saldano, quien todavía está traficando con extranjeros ilegales y quiere ver a Garnett regresar a sus viejas costumbres. La primera conversión de Garnett al islam y el encuentro con Teresa Flores, una empleada del banco reservada con la que desarrolla una relación, lo ayuda a tratar de ser un ciudadano de bien.

## Reparto principal
- Forest Whitaker es William Garnett.
- Harvey Keitel es Bill Agati.
- Ellen Burstyn es la madre de Garnett.
- Luis Guzmán es Terence Saldano.
- Brenda Blethyn es Emily Smith.
- Dolores Heredia es Teresa Flores.
- Tim Guinee es Rod.